# Oaxaca de Juárez
La ciutat d'Oaxaca oficialment Oaxaca de Juárez en honor del president i heroi nacional Benito Juárez, originari de l'estat, és la capital i la ciutat principal de l'estat d'Oaxaca, a Mèxic. Està localitzada en la vall homònima de la Sierra Madre del Sur, a una altitud de 1.500m. Les ruïnes arqueològiques de Monte Albán es troben prop de la ciutat. Té una població estimada de 260.000 habitants.
Van existir assentaments zapoteques i mixteques a l'àrea de la ciutat actual d'Oaxaca, segles abans de l'arribada dels espanyols, en centres com ara Monte Albán i Mitla. La ciutat colonial, però, va ser fundada el 1532. El centre històric conté nombrosos i impressionants edificis d'arquitectura colonial espanyola, fent-la una destinació turística molt important del país. Té la distinció de Patrimoni Cultural de la Humanitat.